# Ґуань Юй
Гуань Юй (спрощ.: 关羽; кит. трад.: 關羽; піньїнь: guān yǔ; 160 — 219) — китайський державний діяч, військовик періоду Саньго. Генерал Лю Бея, засновника династії Шу. В китайському фольклорі і літературі відомий як один з «п'яти генералів-тигрів». Даоське божество Гуань-ді (спрощ.: 关帝; кит. трад.: 關帝; піньїнь: guān dì). Посмертне ім'я — князь Чжун'ї.

## Історичний Гуань Юй
Раннє життя Гуань Юя майже не зафіксовано. Відомо, що його першим іменем було Чанчен («Довге життя»). Вважалося, що він народився в окрузі Се Сян, що в сучасній провінції Шаньсі. Через тяжкий злочин йому довелося тікати до Чжоцзюня, де зустрів Лю Бея та Чжан Фея. Гуань Юй приєднався до їхньої армії, що воювала проти повстання жовтих пов'язок. Пізніше Лю Бей став правителем провінції Шаньдун, а Гуань Юя і Чжан Фея зробив своїми генералами.
200 року Лю Бей утік, покинувши сім'ю, коли зазнав поразки від війська Цао Цао. Гуань Юй лишився піклуватися про його сім'ю та потрапив у полон до Цао Цао. Він виграв битву при Баймі на боці Цао Цао: той поставив Гуань Юя разом з Чжаном Ляо в авангарді проти Ян Ляна. Гуань Юй пронизав Янь Ляна списом і відрубав йому голову, за що отримав титул хоу. Попри це, Гуань Юй відмовився служити Цао Цао далі, попри обіцяні багаті дари; потім повернувся до Лю Бея.
208 року брав участь в річковій битві при Чібі на боці Лю Бея. Після поразки флоту Цао Цао, розбив його армію на суходолі, але дозволив йому втекти, віддячивши так за помилування з його боку.
У зв'язку з переїздом Лю Бея, Чжуге Ляна та Чжан Фея до країни Шу, залишився обороняти провінцію Цзін, вотчину Лю Бея. Мав резиденцію в замку Цзянлін.
219 року, після призначення Лю Бея ваном командирства Ханьчжун, вирушив із військом на північ і взяв в облогу фортецю Фань, яку обороняв Цао Жень, генерал Цао Цао. Був змушений зняти облогу незадовго до падіння фортеці і повернутися на південь через напад сусіднього володаря Сунь Цзюаня, що уклав союз із Цао Цао, на провінцію Цзін. На зворотному шляху разом з сином був схоплений і страчений. Його голову відіслали Цао Цао, котрий з почестями поховав її.

## Міфологічний образ
Гуань Юй присутній в усіх трьох головних релігіях Китаю: в конфуціанці він шанується як мудрець, у даосизмі святий бог-правитель війни Гуань-ді, а в буддизмі як храмовий бодгісаттва. У мистецтві Гуань Юй зазвичай носить зелений халат і має червонувате обличчя. Майже завжди його супроводжують зброєносець і син. Інші зображення показують як Гуань Юй тримає «Цзо чжуань» («Коментар Цзо»), текст, який він, за легендою, вивчив напам'ять. З огляду на це серед літераторів він шанується і як бог літератури, поділяючи цю функцію з іншим божеством, Венді.
Культ Гуань Юя повільно зростав протягом періоду династії Тан (618—907), і закріпився під час династії Сун (960—1279). Імператор Чжао Цзі, відданий даос, проголосив Гуань Юя божеством в офіційному даоському каноні. Засновник династії Мін (1368—1644), Чжу Юаньчжан, пізніше дав йому вищий титул «небесний імператор» (Гуань-ді). У XVI столітті культ Гуань Юя поширився на Корею, де вважалося, що він врятував країну від вторгнення японців.
Як згадано в «Романі трьох держав», Гуань Юй визнав Лю Бея своїм старшим братом, а Чжан Фея — молодшим. Це було закріплено «Клятвою персикового саду», що стала символом братерської вірності, хоча сам факт клятви — вигадка.

## Галерея

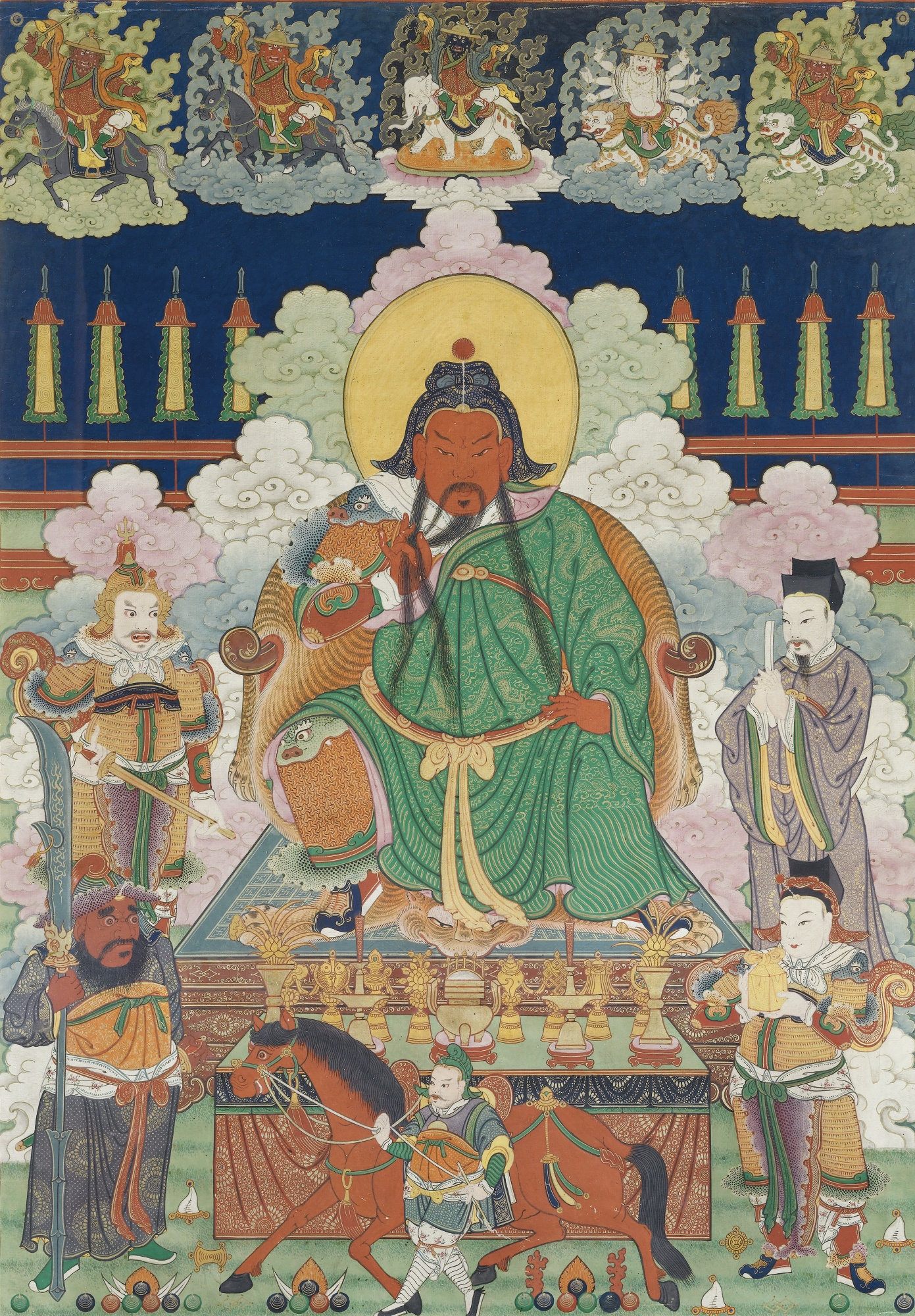
Танка з зображенням Гуань Юя. 1736-1795 роки
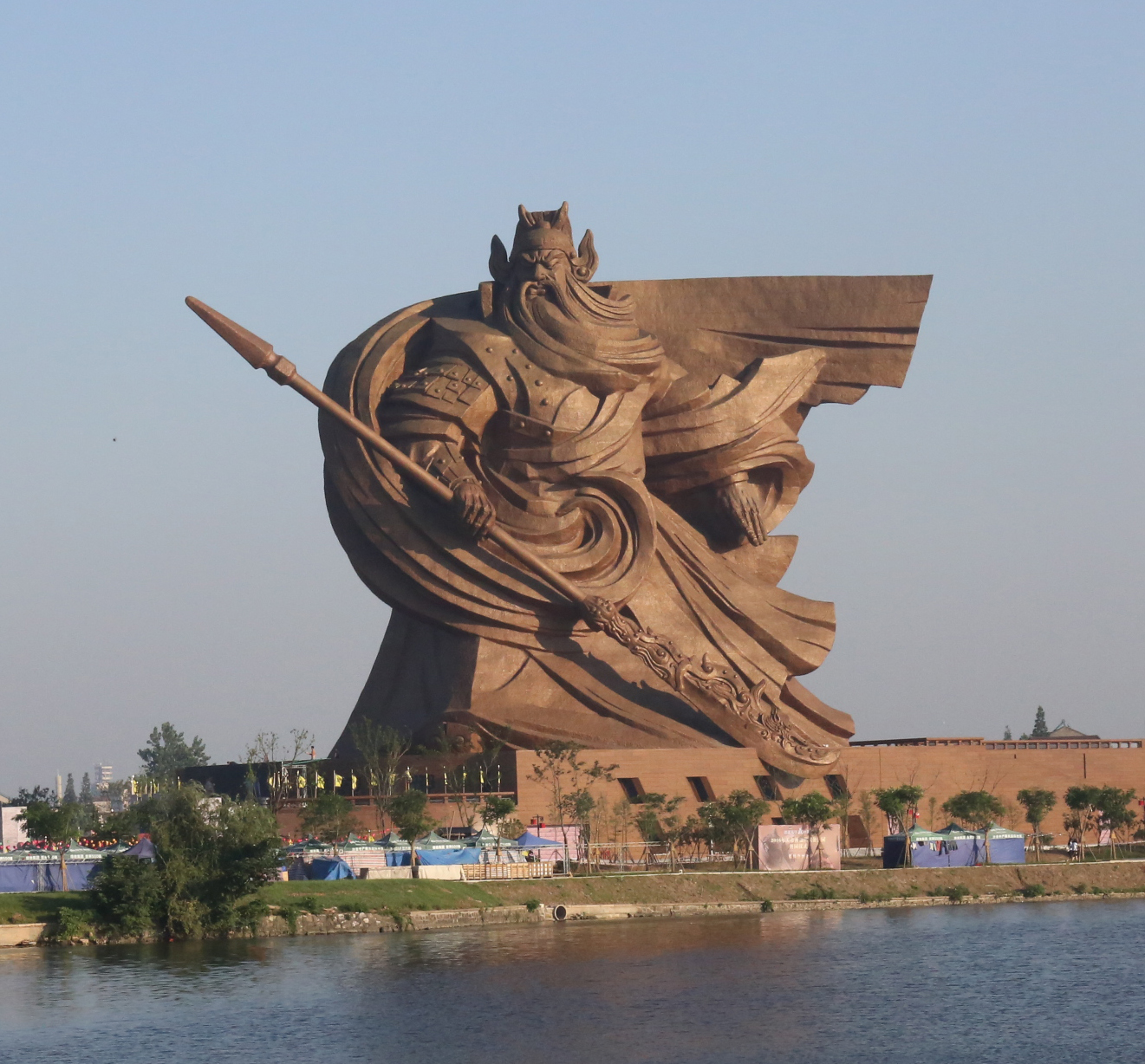
Статуя Гуань Юя в Цзінчжоу
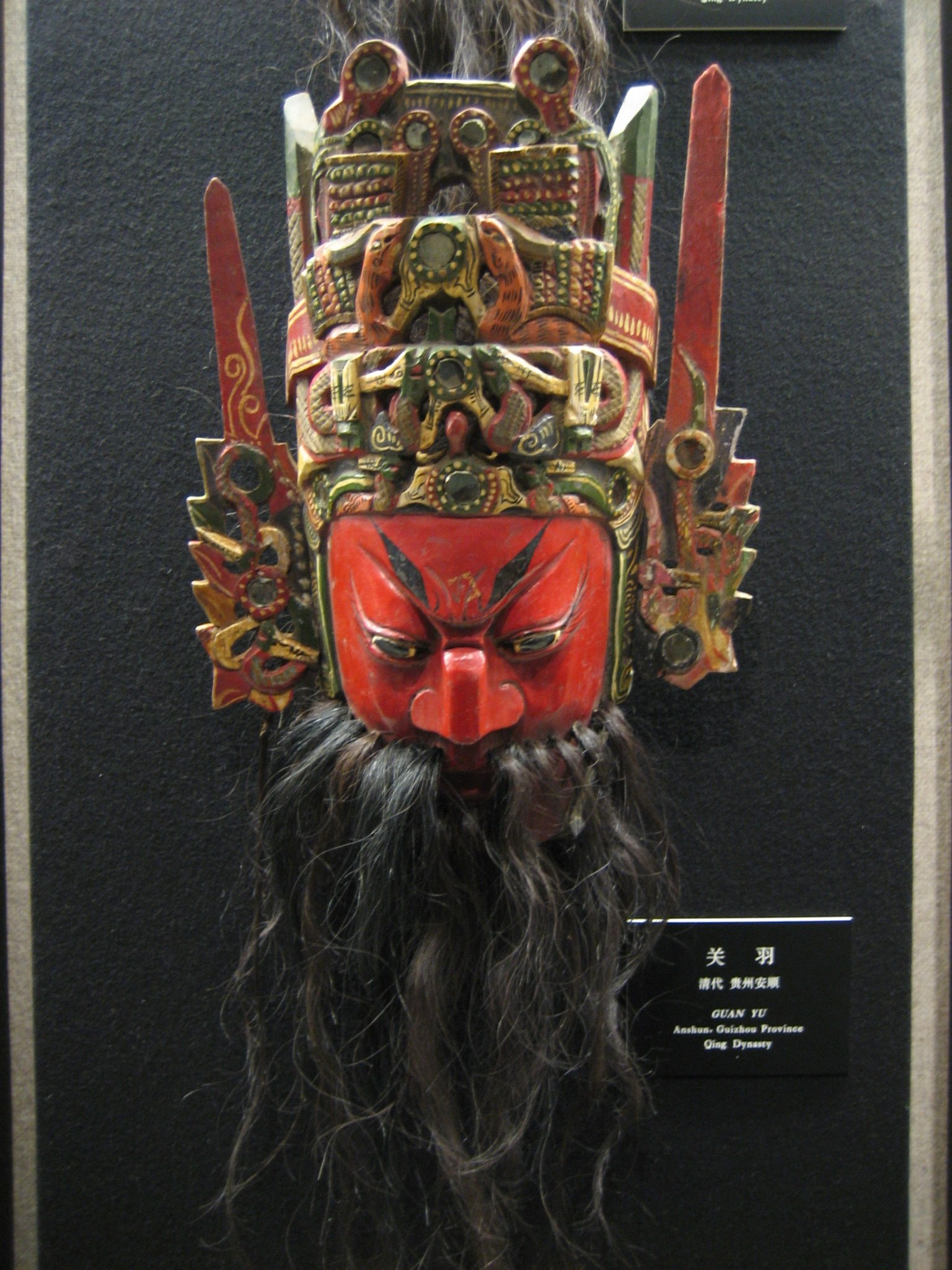
Оперна маска Гуань Юя
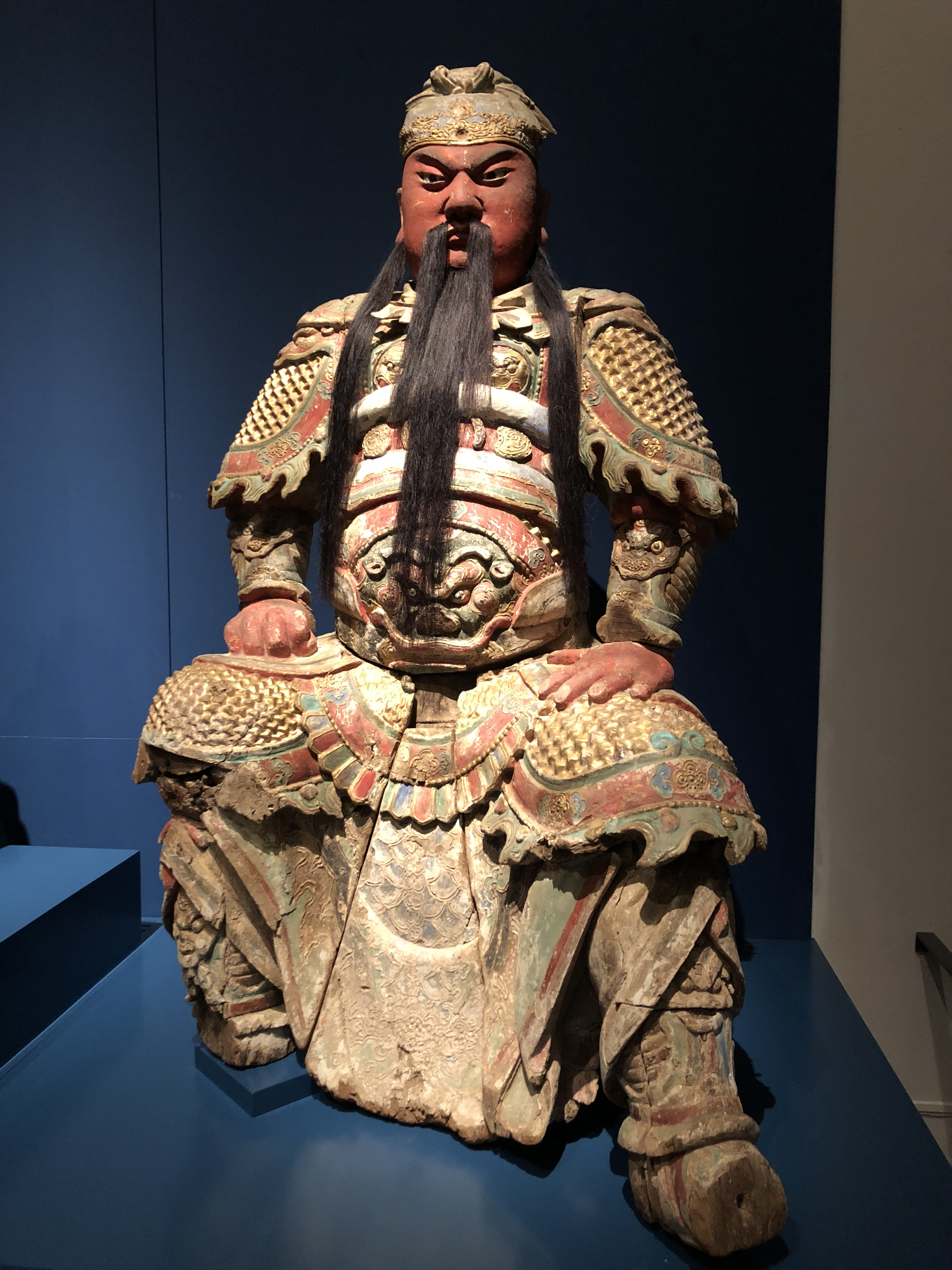
Буддистська дерев'яна статуя Гуань Юя